# Timo del vídeo
El timo del vídeo, o también timo del piedrasonic, del tipo de estafas conocidas en lengua inglesa como brick-in-a-box, está documentado en España desde los años 1980 y 1990, y continúa ejerciéndose variando el cebo, que en la actualidad puede ser un iPad, un teléfono móvil o un ordenador portátil.

## Esquema del timo
Los timadores abordan a los viandantes, o conductores (si van en automóvil), y les ofrecen un vídeo de última generación a precios muy reducidos, tras mostrarles previamente cajas de tales productos bien presentadas y embaladas. Tras efectuar la venta, y tras un aviso falso de un compinche, los estafadores desaparecen con celeridad. Cuando el comprador abre la caja comprueba que solo hay piedras, cascotes o ladrillos de un peso similar al del vídeo.